# 대구경북지방병무청
대구·경북지방병무청(大邱慶北地方兵務廳, Daegu Gyeongbuk Regional Military Manpower Administration)은 대구광역시와 경상북도 지역의 징집·소집 그 밖에 병무 행정에 관한 사무를 관장하는 대한민국 병무청의 소속기관이다.
1998년 2월 28일 발족하였으며, 대구광역시 동구 신서동 신서혁신도시에 있다. 병무청 바로 옆에는 중앙신체검사소가 있다. 청장은 고위공무원단 나등급에 속하는 일반직공무원으로 보한다.

## 연혁
- 1949년 9월: 육군본부 예하 경상북도 병사구사령부로 발족.
- 1962년 10월 31일: 국방부 소속 경상북도병무청으로 개편.[2]
- 1970년 8월 20일: 병무청 소속 경상북도지방병무청으로 개편.[3]
- 1981년 11월 2일: 대구지방병무청으로 개편.[4]
- 1998년 2월 28일: 대구·경북지방병무청으로 개편.[5]
- 2013년 9월 9일: 중구 전동에서 동구 신서동 신서혁신도시로 이전[6]

## 관할구역
- 대구광역시 일원
- 경상북도 일원
- 병역조사팀의 분장 사항에 한해 부산광역시, 광주광역시, 대전광역시, 울산광역시, 세종특별자치시, 충청북도, 충청남도, 전라북도, 전라남도, 경상남도, 제주특별자치도를 포함

## 조직

### 청장
- 병역판정관실[7]
- 운영지원과[8]
- 병역판정검사과[9]
- 현역입영과[10]
- 동원관리과[10]
- 사회복무과[10]
- 복무관리과[10]
- 고객지원과[10]
- 병역조사팀[11]